# 碧武里新路
碧武里新路是泰國首都曼谷的街道，位於該市的拉差貼威縣及匯權縣內。它的西端與碧武里路及「阿速-粦鈴路」交界；東端與博他那幹路、南甘杏路及「素坤逸七十一街」交界；它的北端，基本與泰國國家鐵路東線的目甲訕車站－空丹車站路段平行。在1970年代，美國政府在此地開發了一些住宅，供越戰中的美軍人員休養，因此衍生出許多色情按摩院及浴室。

## 從西到東的主要設施
- 曼谷醫院（Bangkok Hospital）位於順威乍街（ซอย ศูนย์วิจัย；Soi Soonvijai）2號
- 西端與碧武里路與「阿速-粦鈴路」交界
- 曼谷地鐵的碧武里車站（ Phetchaburi Station）
- 日本駐泰國大使館舊址
- 880號：阿美尼中庭飯店（Amari Atrium Hotel）：五星飯店
- 目甲訕車站：資搭乘往泰國東部的火車或前往蘇凡納布機場之捷運
- 1091/336號：曼谷皇宮飯店（Bangkok Palace Hotel），三星飯店，門外曾經發生極大汽車爆炸意外，許多死屍曾經暫時安置在其大堂。
- 1091/388號：華美達飯店（Ramada D'MA Hotel），四星飯店，門外曾經發生極大汽車爆炸意外，許多死屍曾經暫時安置在其大堂。
- 曼谷易思廷酒店（Eastin Hotel & Spa Bangkok）：位於碧武里新打路的威提街之四星飯店，2008年被翻新。
- 沙炎商業銀行（Siam Commercial Bank）
- 1126/2號：哇匿第二大廈（Vanit Building 2）：與無線電路的交界處
- Wat Mai Chong Lom（วัด ใหม่ช่องลม）
- 碧武里郵政局

2922之174號：許參第二大廈；朝鮮的高麗航空（Air Koryo, JS）
- 慕拉哥酒店（Morakot Hotel），四星飯店。
- 孟加拉大使館
- 空丹車站
- 素坤逸五十五街
- Wat Phasi（วัด พระศรี）
- 素坤逸六十三街
- 空丹醫院（Khlong Tan Hospital）
- 東端與博他那幹路、南甘杏路及「素坤逸七十一街」交界

## 外部連結
- 泰國國家鐵路局的官方網頁：（泰文或英文）
- 曼谷地鐵的官方網站 （页面存档备份，存于）（泰文及英文）
- 榕城旅行社的官方網站（中文、泰文及英文）